# Jan Przała
Jan Przała (ur. 23 maja 1931 w Rudniku, zm. 3 lutego 2012 w Gdańsku) – polski historyk sztuki i muzealnik, doktor nauk humanistycznych. W latach 1958–1969 dyrektor Muzeum Piastów Śląskich w Brzegu, w latach 1974–1980 dyrektor Muzeum Narodowego w Gdańsku.

## Życiorys
Absolwent studiów z historii sztuki na Uniwersytecie Jagiellońskim w Krakowie (1956). Po ukończeniu studiów rozpoczął pracę w Muzeum Zamkowym w Pszczynie, następnie pracował kolejno w: Zamku Królewskim na Wawelu – Państwowych Zbiorach Sztuki (1956-1957) i Muzeum Górnośląskim w Bytomiu (1957-1958). W 1958 został powołany na stanowisko dyrektora Zamku Piastów Śląskich w Brzegu, funkcję tę pełnił przez 11 lat. Następnie objął stanowisko dyrektora Muzeum Okręgowego w Sandomierzu, gdzie pełnił funkcję dyrektora do 1974. W 1974 został mianowany dyrektorem Muzeum Narodowego w Gdańsku, gdzie dyrektorem był przez 6 lat. W kolejnych latach pracował m.in. w Muzeum Zamkowym w Malborku (1980-1986) i Narodowym Muzeum Morskim w Gdańsku (1986-1988) gdzie pracował jako kustosz.
W 1970 uzyskał stopień doktora (praca doktorska napisana pod kierunkiem prof. Jerzego Szablowskiego na Uniwersytecie Jagiellońskim opublikowana pt. Sarkofagi Piastów w Brzegu i Legnicy). Jest autorem prac: Nieznana rzeźba (imię NN) Berrocci w Grodzisku koło Pieskowej Skały, Gmerki i monogramy na Bramie Zamku w Brzegu. Jest także autorem tomików wierszy (pod pseudonimem Jan Dalin): Reminiscencje: wiersze i poematy (2005), Pięć skoków do nieba, czyli Gawędy z Bogiem (2006), Parnas (2009), Wiersze wybrane (2010), Figliki i ballady (2011), Gawędy z Bogiem (2011), Limeryki i wiersze wybrane (2011).
Gdańskie Muzeum Narodowe zawdzięcza mu otwarcie Działu Teatralnego i wydanie czasopisma naukowego „Gdańskie Studia Muzealne”, redagując jego pierwsze 3 tomy (1976, 1978, 1981).
Pochowany na Cmentarzu Srebrzysko w Gdańsku.